# John Seward
Dr. John Seward is een personage uit Bram Stokers roman Dracula.

## Rol in de roman
Seward is de eigenaar van een Algemeen Psychiatrisch Ziekenhuis, niet ver van Graaf Dracula’s landhuis Carfax Abbey. Een van zijn patiënten is Renfield, met wie Seward regelmatig gesprekken voert om meer te begrijpen van de psychose om levende dieren te eten. Als psychiater gebruikt Seward de voor zijn tijd meest moderne hulpmiddelen, zoals een fonograaf om gesprekken met zijn patiënten op te nemen en om notities te maken. Veel van de hoofdstukken uit het boek bestaan uit fonograafopnames van Dr. Seward.
Seward is goede vrienden met Quincey Morris en Arthur Holmwood, hoewel hij met hen rivaliseert om de hand van Lucy Westenra. Lucy wijst Sewards verzoek af, maar hij blijft sterke gevoelens voor haar houden. Wanneer ze ziek wordt, is hij de eerste die haar te hulp komt.
Seward was ooit een student van de Nederlandse arts Abraham van Helsing, wiens hulp hij inroept om Lucy’s ziekte te genezen. Later voegt Seward zich bij de jacht op Dracula.
In de epiloog van het verhaal blijkt Seward getrouwd te zijn, maar met wie wordt niet vermeld.

## In bewerkingen van de roman
Seward komt in veel bewerkingen van de roman voor, maar vaak in een andere rol. De meest voorkomende verandering is dat hij wordt neergezet als de vader van Lucy en/of Mina, en derhalve ouder dan hij in de roman is. Deze verandering werd voor het eerst doorgevoerd in het toneelstuk gebaseerd op de roman, en is nadien overgenomen in veel van de verfilmingen.
Films over Dracula met Dr. Seward in deze aangepaste rol zijn:
- Herbert Bunston in Dracula (1931)
- José Soriano Viosca in Dracula (1931)
- Charles Lloyd Pack in Dracula (1958)
- Paul Muller in Count Dracula (1970)
- Dennis Price in Vampyros Lesbos (1971)
- Donald Pleasence in Dracula (1979)
- Harvey Korman in Dracula: Dead and Loving It (1995)

In meer recente verfilmingen van het verhaal wordt Seward wel neergezet als een jonge man en een van Lucy’s geliefden:
- Mark Burns in Count Dracula (1977)
- Richard E. Grant in Bram Stoker's Dracula (1992)
- Matthew Johnson in Dracula: Pages from a Virgin's Diary (2002)
- Tom Burke in Dracula (2006)

Gustav Botz speelde een soortgelijk personage genaamd Dr. Sievers in de eerste verfilming van de roman, Nosferatu.

## In ander werk
Dr. Seward is een van de hoofdpersonages in de roman Anno-Dracula, waarin Van Helsing heeft gefaald en Dracula nu over Engeland heerst. Seward is in deze roman een vampierjager geworden genaamd Silver Knife.